# Dommuseum Frankfurt

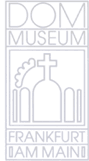
Dommuseum Frankfurt (Logo)

Das Dommuseum Frankfurt zeigt kirchliche Schatzkunst, eine reiche Sammlung mittelalterlicher und barocker Messgewänder und bedeutende Exponate zum Frankfurter Kaiserdom von frühmittelalterlichen Grabungsfunden bis zu Zeugnissen seiner historistischen Neugestaltung im 19. Jahrhundert. Das Dommuseum im historischen Kreuzgang des Kaiserdoms St. Bartholomäus in Frankfurt am Main besteht seit 1987. Die Regelausstellung beinhaltet einige Höhepunkte sakraler Kunst. Zudem präsentiert das Museum in wechselnden Ausstellungen zeitgenössische Kunst oder kulturhistorische Themen. Ein zweiter Ausstellungsraum ist seit 2007 das sogenannte Sakristeum im benachbarten Haus am Dom („Dependance Sakristeum im Haus am Dom“).

## Dauerausstellung

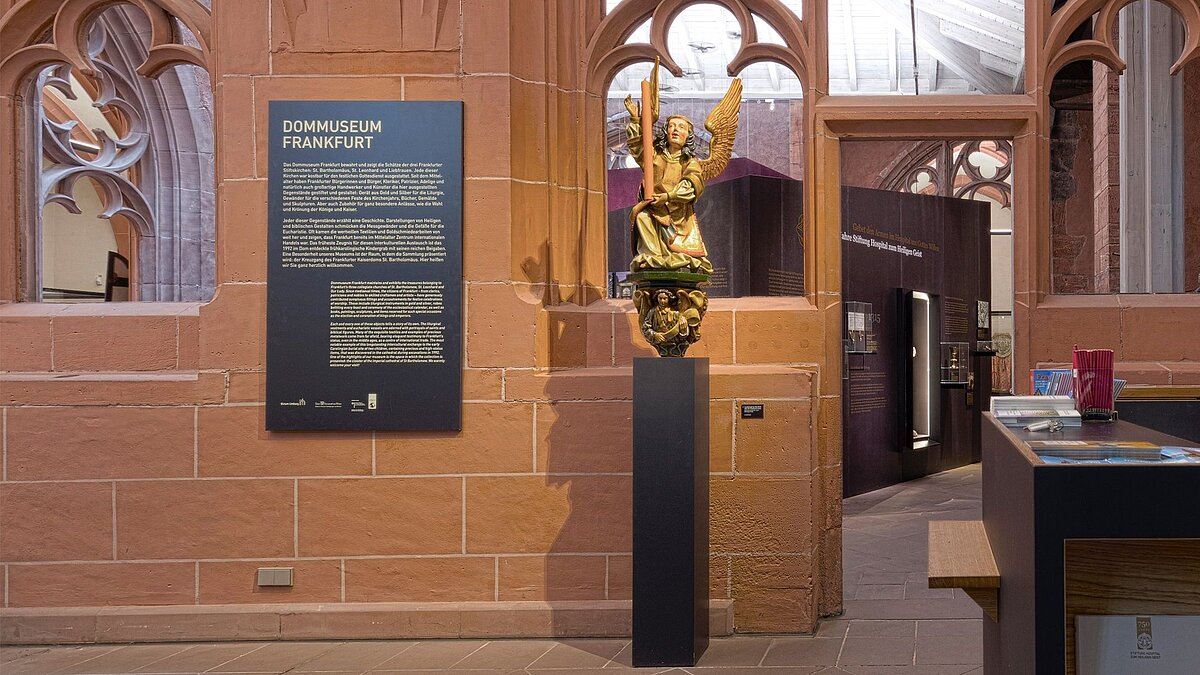
Beginn der Dauerausstellung im Dommuseum Frankfurt (2023)

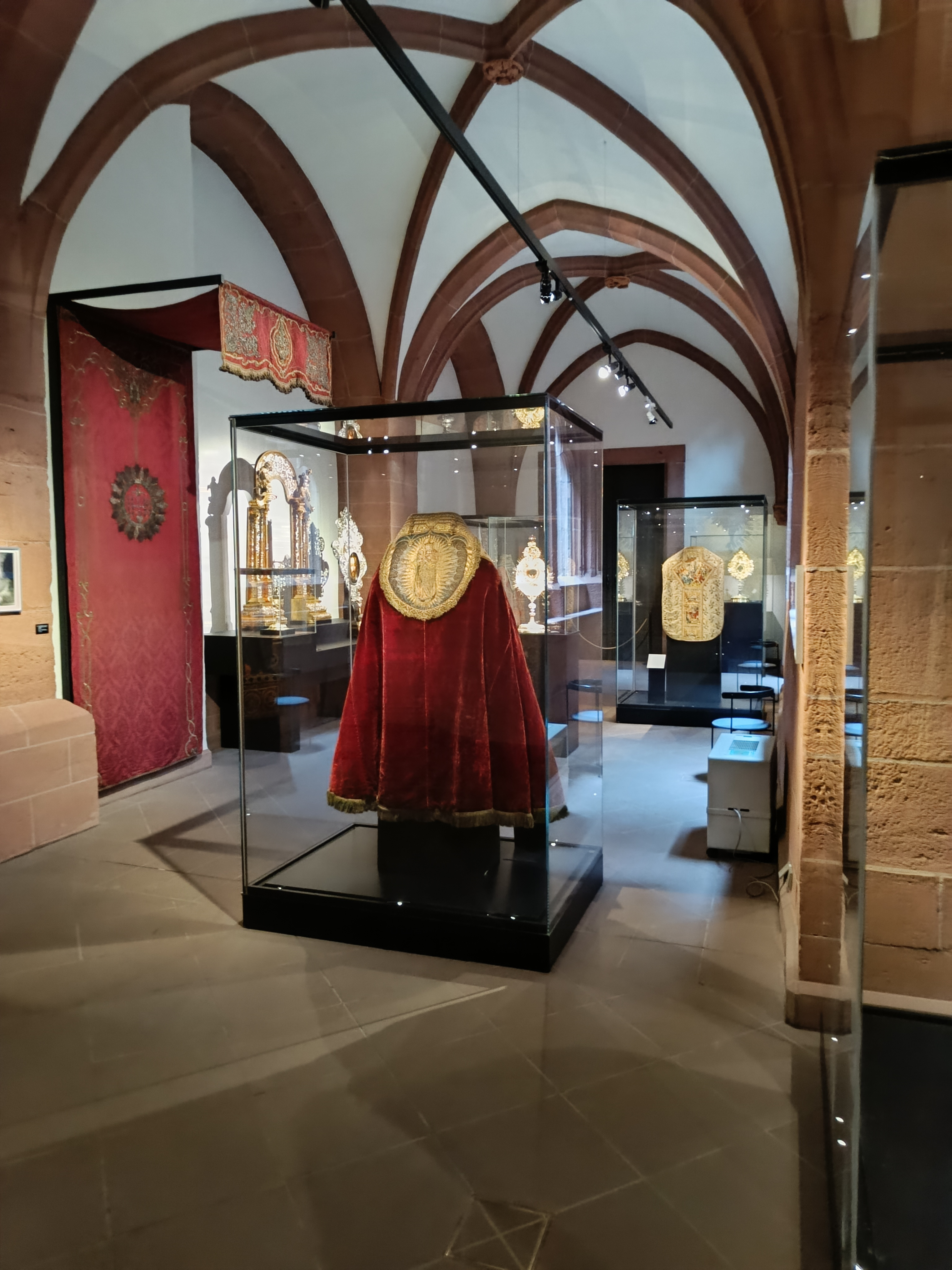
Blick in die Dauerausstellung (2023)

Im Jahr 1987 wurde das Museum im Kreuzgang des Frankfurter Kaiserdoms St. Bartholomäus eröffnet. Der Kreuzgang selbst geht auf das frühe 15. Jahrhundert zurück, Zerstörungen und Veränderungen späterer Jahrhunderte haben jedoch ihre Spuren hinterlassen. Die Maßwerkfenster und das Deckengewölbe mit seinen schönen architektonischen Details vermitteln noch heute eine Vorstellung seiner einstigen Gestalt.
2017 wurde das Museum mit Unterstützung des Bundesumweltministeriums und der Stadt Frankfurt durch das Bistum Limburg renoviert und die Sammlung neu aufgestellt.
St. Bartholomäus besaß im Mittelalter einen reichen Kirchenschatz: Goldschmiedearbeiten, kostbare Messgewänder und Stoffe, Handschriften und frühe Drucke. Nur ein kleiner Teil davon ist erhalten. Bedeutende Teile des heutigen Bestandes gehen auf die Barockzeit zurück. Auch im 19. Jahrhundert wurde die Sammlung um wichtige Objekte erweitert. Im „Sakristeum“, der 2006 im unmittelbar benachbarten Haus am Dom eröffneten Dependance des Museums, werden die Kirchenschätze von St. Leonhard und aus der Liebfrauenkirche präsentiert. Viele der hier aufbewahrten Gegenstände stammen aus den aufgegebenen Klöstern der Karmeliter und der Dominikaner. Der Rundgang durch den Kreuzgang und durch das „Sakristeum“ vermittelt einen Eindruck des einstigen Reichtums der drei Frankfurter Stiftskirchen.
Als Ort der Königswahl und später auch der Krönung des Kaisers des Heiligen römischen Reiches ist der Frankfurter Kaiserdom von höchstem historischem Interesse. Entsprechend zeigt das Museum im Kreuzgang Informationen und Exponate, die diese bedeutenden Ereignisse der europäischen Geschichte anschaulich werden lassen.
Eines der bedeutendsten Exponate im Dommuseum ist ein Fund, der 1991 bei Ausgrabungen im Dom gemacht wurde: das Grab zweier Kinder, die um das Jahr 700 hier bestattet wurden. Zu den vielen Beigaben, die dieses Grab enthielt, zählen filigranster Goldschmuck, Glas- und Tongefäße sowie kleine Spielsachen, Alltagsgegenstände und Amulette.

## Wechselausstellungen
Die Wechselausstellungen sind einzelnen Künstlern oder historisch bedeutsamen Themen gewidmet, z. B. dem Dombrand von 1867. Vom 30. September 2006 bis zum 14. Januar 2007 fand die Ausstellung Die Kaisermacher aus Anlass des 650-jährigen Jubiläums der Goldenen Bulle statt, die Frankfurt zur Wahl- und später auch Krönungsstadt der römisch-deutschen Kaiser bestimmte. Die Ausstellung entstand in Zusammenarbeit mit dem Institut für Stadtgeschichte, dem Historischen Museum und dem Jüdischen Museum. Im Dommuseum wurden in dieser Ausstellung insbesondere die liturgischen Abläufe und die theologische Symbolik der Wahl- und Krönungszeremonie dargestellt. Zudem finden Ausstellungen zur Kunst der Moderne und zeitgenössischer Kunst statt. Diese unterstützen einen produktiven Dialog zwischen dem kirchlichen Ausstellungsräumen und (davon unabhängige) künstlerischen Positionen.

## Ausstellungen zur Kulturgeschichte
- 2010 Im Zeichen des Kreuzes : die Limburger Staurothek und ihre Geschichte[4]
- 2015/2016 Christus am Kreuz. Werke aus acht Jahrhunderten aus dem Bischöflichen Dom- und Diözesanmuseum Mainz.
- 2016 Madern Gerthener und der Pfarrturm von St. Bartholomäus. 600 Jahre Frankfurter Domturm.
- 2016/2017 Fürchtet euch nicht. Zwei Weihnachtsgeschichten. Die neapolitanische Krippe aus St. Leonhard und Julia Krause-Harder: Das Marienleben
- 2018 Hinter dem Pergament: die Welt. Der Frankfurter Kaufmann Peter Ugelheimer und die Kunst der Buchmalerei im Venedig der Renaissance (zum Gutenberg-Jahr 2018)
- 2018/2019 Die große Freude. Die neapolitanische Krippe aus St. Leonhard.
- 2019 Gebet den Armen um Gottes Willen. 750 Jahre Hospital zum Heiligen Geist.
- 2019/20 Schätze aus dem Schutt – 800 Jahre St. Leonhard
- 2022/23 Hans Leistikow (1892–1962) – Zurück in die Moderne

## Ausstellungen zur modernen und zeitgenössischen Kunst (Auswahl)
- 1990 Hermann Göpfert, frühe Bilder
- 1991 Otto Dix
- 1992 Joseph Beuys
- 1993 Franziska Lenz-Gerharz
- 1994 Georg Meistermann, Frankfurter Jahre
- 1995 Hans Mettel, Arbeiten für Frankfurter Kirchen
- 1995 Willi Schmidt, Skulpturen, Reliefs
- 1996 Horst Egon Kalinowski, religiöse Werkbeispiele
- 1999 Thomas Lehnerer
- 1999 Daniel Bräg, Goldparmäne
- 2000 Friedemann Hahn, Transitus
- 2000 Leo Zogmayer
- 2000 Gerd Wiedmaier, Sakrale Perspektiven
- 2001 Andrea Zaumseil, Himmelsbilder
- 2002 Nicole Ahland, Samuel, Rauminstallationen
- 2003 Alexander von Falkenhausen, Tafelmalerei
- 2010 Roland Biermann, show + congrete
- 2010 Franziskus Wendels
- 2010 Vollrath Kutscher, Kartoffelköpfe und andere Vorwürfe
- 2011 Michael Triegel, Papst Benedikt XVI Porträts
- 2011 Peter Zumthor, Architektur hören
- 2013 Bea Emsbach
- 2013 Claus Bury, Einrüstungen
- 2014 Aris Kalaizis, Wunderbar
- 2015 Manfred Stumpf, Hosianna
- 2016 Vroni Schwegler, Intervention
- 2016 Sarah Bonnert, Vom Versuch eine Altstadt zu bauen
- 2016 Atelier Goldstein in der Marienkirche Aulhausen, Von der Unbegreiflichkeit Gottes
- 2017 Tobias Schnotale, Intervention II
- 2021/22 Julia Krause-Harder, Création du monde no.2

## Nachweise
1. ↑  Über das Dommuseum. Abgerufen am 26. Februar 2024.
2. ↑  Haus am Dom – Sakristeum
3. ↑  Über das Dommuseum. Abgerufen am 26. Februar 2024.
4. ↑  August Heuser und Matthias Theodor Kloft (Hg.): Im Zeichen des Kreuzes. Die Limburger Staurothek und ihre Geschichte [Ausstellungskatalog]. Schnell + Steiner, Regensburg 2009. ISBN 978-3-7954-2304-9

Koordinaten: 50° 6′ 39″ N, 8° 41′ 6″ O